# Dick van Bil
Dick van Bil is een Nederlandse gagstrip die werd geschreven door Hein de Kort en getekend door Eric Schreurs. De strip werd vanaf 1989 gepubliceerd in Penthouse en later ook in de Nederlandstalige versie van het tijdschrift Penthouse Comix. Er zijn van 1991 t/m 1993 twee albums uitgegeven door uitgeverij CIC. Ook verschenen in 2001 twee Dick van Bil Erotiek Specials bij uitgeverij Rechtdoorzee Mijl op 7 in een reeks van stripspecials rond een thema.